# Линев
Линев (пол. Łyniew) — село в Польщі, у гміні Вишниці Більського повіту Люблінського воєводства. Населення — 187 осіб (2011).

## Історія
За даними етнографічної експедиції 1869—1870 років під керівництвом Павла Чубинського, у селі переважно проживали греко-католики, які розмовляли українською мовою.
У 1975—1998 роках село належало до Білопідляського воєводства.

## Демографія
Демографічна структура станом на 31 березня 2011 року:
|          | Загалом | Допрацездатний вік | Працездатний вік | Постпрацездатний вік |
| -------- | ------- | ------------------ | ---------------- | -------------------- |
| Чоловіки | 93      | 15                 | 64               | 14                   |
| Жінки    | 94      | 17                 | 50               | 27                   |
| Разом    | 187     | 32                 | 114              | 41                   |